# Herbert Grämmel
Herbert Grämmel (* 25. Februar 1911 in Breslau; † 13. Juli 2007) war ein deutscher kommunistischer Widerstandskämpfer, Häftling im KZ Buchenwald und Zeitzeuge.

## Leben
Geboren wurde Herbert als das älteste von sieben Kindern in der Familie des Schlossers Oswald Grämmel und seiner Ehefrau Anna geborene Reichold, einer Weißnäherin. Er übernahm mit seinem jüngeren Bruder an den Wochenenden die Kassierung der Gewerkschaftsbeiträge. Vater Oswald war Vorsitzender der SPD-Ortsgruppe, Mutter Anna engagierte sich in der Frauenbewegung. Als Neunjähriger erlebte er die Abwehrkämpfe der Arbeiter gegen den Kapp-Putsch. Auch der Kampf um den täglichen Lebensunterhalt blieb ihm nicht fremd. Besonders die Not der Inflationszeit, in der selbst Arbeiterfamilien zu „Milliardären“ wurden, hinterließ in ihm Abscheu und Hass auf die Herrschenden, die so etwas zuließen. Von 1917 bis 1925 besuchte er die Volksschule. Danach trat er eine Lehre zum Installateur für Gas und Wasser an. Schon damals wurde er Mitglied der Gewerkschaft. Im Jahre 1927 wurde er Mitglied in der Sozialistischen Arbeiterjugend (SAJ). Bei den abwechslungsreichen Heimabenden warb er andere Lehrlinge für den Eintritt in die Gewerkschaft. Das missfiel seinem Meister, so dass er noch vor Abschluss seiner Gesellenprüfung von ihm entlassen wurde. Nach zwei Monaten Arbeitslosigkeit erhielt er das Angebot zur Einstellung in einer Installateurabteilung in der Kreisstadt Schweidnitz, wohin er auch gleich zog. Die dortige Gruppe der SAJ führte ein kümmerliches Vereinsleben, so dass er umgehend daran ging, die Jugendgruppe zu aktivieren. Nachdem die Ortsgruppe stark angewachsen war, wurde er zum 1. Vorsitzenden gewählt. Zwei Jahre später trat er auch in die SPD ein.
In zahlreichen Gesprächen mit seinen Genossen brachte er seine Ablehnung der politischen Haltung der SPD-Parteiführer zum Ausdruck, was ihm 1931 den Ausschluss aus der Partei und aus dem SAJ einbrachte. Er schloss sich der linkssozialistischen Gruppe um Kurt Rosenfeld und Max Seydewitz an und arbeitete in der Sozialistischen Arbeiterpartei (SAP) mit.
Mit der Machtübertragung an die NSDAP musste er seinen Lebensunterhalt mit unterschiedlichsten Arbeiten sichern. Politisch tätig wurde er in einer antifaschistischen Widerstandsgruppe der SAP. Ab 1934 wurde er als Kurier eingesetzt, der die im Deutschen Reich jetzt verbotenen Zeitschriften, Broschüren und Aufklärungsmaterial aus der Tschechoslowakei nach Schlesien einschleuste. Er sammelte Berichte über die illegale Arbeit, über Widerstand in den Betrieben und gegen die Kriegsrüstung, nahm sie mit nach der CSR, wo sie gedruckt wurden und dann wieder per Kurier nach Schlesien zurückgebracht worden sind. Zur Tarnung reist er gemeinsam mit einer Genossin, um einen politischen Verdacht von dem vermeintlichen „Liebespaar“ abzulenken. Durch Verrat – wie er vermutete – wurde er im November 1935 in Waldenburg durch die Gestapo verhaftet. Nach einem Jahr Untersuchungshaft fand im November 1936 vor dem Berliner „Volksgerichtshof“ der „Prozess gegen Kalinke und Genossen“ statt. Grämmel erhielt eine Strafe von drei Jahren Zuchthaus und siebenjährigen Ehrverlust. Seine Strafe saß er in Plötzensee, Brandenburg-Görden und Waldheim ab. Beim zweijährigen Aufenthalt in Waldheim erfuhr er stärkend die im Verborgenen geübte Solidarität und menschliche Hilfe seiner Mitgefangenen.
Nach seiner Entlassung aus Waldheim im November 1938 wurde er von der Gestapo umgehend in das KZ Buchenwald eingeliefert und erhielt die Häftlingsnummer 625. Er hatte Glück, dass er als Klempner im Kommando Schlosserei eingesetzt wurde. Er wurde Kolonnenführer und konnte beim Bau eines SS-Wirtschaftsgebäudes Brot abzweigen für seine Mithäftlinge. Im Juni 1940 wurde er „probeweise“ aus dem KZ entlassen, weil sein Vater Oswald einen befreundeten Klempnermeister davon überzeugen konnte, einen Entlassungsantrag mit Begründung einer Suche nach einem Klempnergesellen zu schreiben.
Nach der Geburt seiner Tochter Elvira im Oktober 1941 starb seine Frau nach schwerer Krankheit im Januar 1942. Aufgrund dieser Notlage suchte er nach einer neuen Mutter für sein Kind. Im Oktober des gleichen Jahres heiratete er Anna Kutsche. Nur einen Monat danach wurde er als „Wehrunwürdiger“ in die Strafdivision 999 eingezogen. Über mehrere Stationen kam er auf das Gehöft eines französischen Farmers. Hier wurde er zusammen mit seinen Kameraden von britischen Soldaten gefangen genommen und nach Algier und von dort per Schiff nach England gebracht. Dabei blieb es nicht. Er kam weiter nach Kanada und schließlich in die USA. Im Camp McCain von Oklahoma beteiligte er sich zusammen mit anderen daran, die ebenfalls festgesetzten und internierten Wehrmachtssoldaten über die Sinnlosigkeit des Krieges aufzuklären. Doch es gab auch Gegenangriffe fanatischer Nazis. Das ging bis zu Prügelattacken, als er z. B. bei der Totenfeier für einen verstorbenen Soldaten sich weigerte, den Hitlergruß zu zeigen. Aus der Furcht totgeschlagen zu werden, musste er sich sogar unter den Schutz der US-Militärs begeben. Er kam in eine andere Baracke, und endlich verlegte man die gesamten antifaschistischen 999er in ein anderes Lager in Davis/Massachusetts. Dort gaben sie sogar eine Antifa-Lagerzeitung heraus. Außerdem vermittelten sie bei Schulungsabenden auch das Erlernen von Sprachen und technisches Wissen, und sie gründeten einen Chor und betrieben Kulturarbeit.
Nach der Kapitulation vom 8. Mai 1945 änderte sich das alles. Jetzt mussten die Gefangenen mehr arbeiten und bekamen einen niedrigeren Verpflegungssatz. Nun richteten die amerikanischen Bewacher selber Umschulungskurse ein, um die zu entlassenden Soldaten in den künftigen Besatzungszonen passgerecht verwenden zu können. Grämmel kam in einen Polizeikurs nach Rhode Island, dann im Dezember 1945 nach Deutschland und wurde im Januar 1946 in Darmstadt entlassen. Von hier aus machte er sich illegal über die Zonengrenze nach Erfurt in die SBZ, besorgte sich entsprechende Papiere und konnte Frau und Tochter nachkommen lassen. Zunächst als Heizer in der sowjetischen Kommandantur, 1947 als Gasmonteur in den Erfurter Stadtwerken, besuchte er später einen Meister-Lehrgang für Gasversorgung und -anwendung an der Fachschule in Markkleeberg und wurde 1959 Revisionsmeister in der Energieversorgung Erfurt. Dann wurde er als Betriebsingenieur nach Suhl versetzt und war für die Gasversorgung in zwei großen Landkreisen zuständig. Bei einem weiteren Fernstudium erwarb er sich 1965 den Abschluss als Ingenieur, so dass er nun in mehreren Funktionen im Raum Südthüringen tätig wurde.
Getreu seiner sozialistischen Überzeugung übte er in all den Jahren auch immer politische Tätigkeiten in seiner Partei aus: als Zehnergruppenleiter in der KPD/später SED, als Zirkelleiter im Parteilehrjahr, als Parteisekretär, als Kreisleitungsmitglied der SED, als Betriebsvertrauensmann. Dazu kam seine ehrenamtliche Arbeit als gefragter Gesprächspartner vor Schülern und Studenten, im Kreis- und Bezirkskomitee der antifaschistischen Widerstandskämpfer, in der VdN-Kommission, im Kreisausschuss für Jugendweihe und in der Traditionskommission einer SED-Kreisleitung. Als Mitglied in der VVN-Bund der Antifaschisten wurde er auch ein gefragter Gesprächspartner bei Projektarbeiten von Schülern. Wenn er zu ihnen über Widerstand und Krieg sprach, dann immer im Sinne des Schwurs von Buchenwald, der zu seinem Lebensinhalt geworden war.